# Колвин (тауншип, Миннесота)
Колвин (англ. Colvin) — тауншип в округе Сент-Луис, Миннесота, США. На 2000 год его население составило 354 человека.

## География
По данным Бюро переписи населения США площадь тауншипа составляет 93,0 км², из которых 87,1 км² занимает суша, а 6,0 км² — вода (6,40 %).

## Демография
По данным переписи населения 2000 года здесь находились 354 человека, 149 домохозяйств и 102 семьи.  Плотность населения —  4,1 чел./км².  На территории тауншипа расположено 298 построек со средней плотностью 3,4 построек на один квадратный километр. Расовый состав населения: 97,74 % белых, 0,85 % коренных американцев, 1,13 % — других рас США и 0,28 % приходится на две или более других рас. Испанцы или латиноамериканцы любой расы составляли 0,28 % от популяции тауншипа.
Из 149 домохозяйств в 26,2 % воспитывались дети до 18 лет, в 61,7 % проживали супружеские пары, в 5,4 % проживали незамужние женщины и в 30,9 % домохозяйств проживали несемейные люди. 26,2 % домохозяйств состояли из одного человека, при том 12,8 % из — одиноких пожилых людей старше 65 лет. Средний размер домохозяйства — 2,38, а семьи — 2,90 человека.
21,2 % населения — младше 18 лет, 6,8 % — в возрасте от 18 до 24 лет, 23,2 % — от 25 до 44, 31,1 % — от 45 до 64, и 17,8 % — старше 65 лет. Средний возраст — 44 года. На каждые 100 женщин приходилось 128,4 мужчин.  На каждые 100 женщин старше 18 приходилось 119,7 мужчин.
Средний годовой доход домохозяйства составлял 39 821 доллар, а средний годовой доход семьи —  44 583 доллара. Средний доход мужчин —  40 500  долларов, в то время как у женщин — 17 500. Доход на душу населения составил 17 359 долларов. За чертой бедности находились 13,0 % семей и 16,4 % всего населения тауншипа, из которых 30,8 % младше 18 и 4,1 % старше 65 лет.